# 남궁찬
남궁 찬(南宮璨)은 조선 전기의 문신이다. 본관은 함열(咸悅). 자는 여헌(汝獻), 호는 창랑(滄浪)이다. 벼슬은 강원도관찰사에 이르렀다.

## 생애
함열 남궁씨 중시조 남궁득희(南宮得禧)의 9세손이다.
1477년(성종 8) 생원시에 장원으로 합격하였다.
1489년(성종 20) 식년 문과에 병과로 급제하여 예문관검열에 보임되었다. 1493년(성종 24) 이조 좌랑(吏曹佐郞)을 역임하고, 1495년(연산군 1) 사간원 헌납(司諫院獻納)과 홍문관교리(弘文館校理)를 역임하였다.
1497년(연산군 3) 문신(文臣)의 정시(庭試)에서 수석을 차지했다. 같은 해 12월에는 향표리를 하사받았고, 1498년 홍문관부응교가 되었다.
1499년 봉정대부(奉正大夫) 의정부 사인(議政府舍人) 지제교(知製敎) 겸 승문원 교감(承文院校勘)으로 『성종실록』 편찬에 참여하였다.
1500년 당상관으로 승진하여 제주 목사(濟州牧使)에 부임하였고, 1504년(연산군 10) 강원도감사(江原道監司)가 되었다.
묘는 전라북도 익산시 성당면 목사동길 48에 있다.

## 가족
- 증조부 : 남궁좌(南宮佐)
  - 조부 : 군수 남궁치(南宮致)
    - 아버지 : 생원 남궁순(南宮順)
    - 어머니 : 감찰 최돈(崔敦)의 딸
      - 부인 : 평산 신씨(平山申氏) 신자승(申自繩)의 딸
        - 아들 : 남궁익(南宮翼) - 현감
          - 손자 : 남궁침(南宮忱, 1513년 ~ 1573년) - 형조참판

        - 아들 : 남궁숙(南宮淑) - 관찰사

## 문화재
- 남궁찬묘석상(南宮璨墓石像) - 전라북도유형문화재 제176호